# Louis Noverraz
Louis Noverraz (Cully, 10 de mayo de 1902-Ginebra, 15 de mayo de 1972) fue un deportista suizo que compitió en vela en la clase 5.5 Metre. Participó en cuatro Juegos Olímpicos de Verano, obteniendo una medalla de plata en México 1968 en la clase 5.5 Metre.

## Palmarés internacional
| Juegos Olímpicos | Juegos Olímpicos          | Juegos Olímpicos | Juegos Olímpicos |
| Año              | Lugar                     | Medalla          | Clase            |
| ---------------- | ------------------------- | ---------------- | ---------------- |
| 1968             | Ciudad de México (México) | Medalla de plata | 5.5 Metre        |